# Pannblodbi
Pannblodbi (Sphecodes miniatus) är en biart som beskrevs av Hagens 1882. Den ingår i släktet blodbin och familjen vägbin. Inga underarter finns listade.

## Beskrivning
Pannblodbiet är ett blodbi med den för släktet typiska färgteckningen: Svart huvud och mellankropp, och främre delen av bakkroppen blodröd. Honan har första till tredje tergiterna röda, någon gång med svarta markeringar på första tergiten och svarta kanter på den tredje. Resten av bakkroppen är svart. Hanen har nästan helt svart bakkropp; endast andra tergiten är röd, dock med ett svart tvärband. Mindre röda markeringar kan förekomma på första och tredje tergiterna. Hanen har dessutom vit och tämligen tät behåring i ansiktet. Som många andra blodbin är arten svårbestämd. Arten är liten; honan är 5 till 6 mm lång, hanen 4 till 5 mm.

## Ekologi
Pannblodbiet har observerats på korgblommiga växter som maskrosor och gråfibbla, höstfibbla, röllika, renfana, baldersbrå och kanadensiskt gullris, men också flockblommiga växter som bockrot. Åtminstone i Skandinavien har det två generationer per år: En som flyger mellan april och juni, och en som flyger mellan juni och augusti. I England och delar av kontinenten har det dock bara en generation årligen. Hanen börjar flyga senare än honan.
Arten är som alla blodbin en boparasit, och dess habitat följer i regel värdarten, gärna på varma, öppna områden som sandmarker och hedar. Även andra sandiga och torra marker som sandtäkter, grustag och torrbackar besöks, liksom lodrätta stup, där dess värdart släntsmalbiet bygger sina bon.

### Fortplantning
Då arten är en boparasit bygger honan inga egna larvbon, utan lägger sina ägg i bon av olika solitära bin. I samband med äggläggningen dödar hon värdägget eller -larven, så hennes avkomma kan leva på det insamlade matförrådet. Värdarterna utgörs främst av smalbiet släntsmalbi, men även andra smalbin som metallsmalbi, franssmalbi och Lasioglossum politum. Om arterna lersmalbi och punktsmalbi parasiteras är mera osäkert.

## Utbredning
Arten finns i Väst- och Mellaneuropa från östra och sydöstra England till Sverige och Finland i norr. Österut når arten Kaukasus.
I Sverige förekommer arten i Skåne, Blekinge, Småland, Halland, Öland och Östergötland med enstaka fynd på Gotland och Uppland.
I Finland fanns den på ett fåtal platser i den sydligaste delen av landet, närmare bestämt i i Södra Karelen och Södra Savolax.. 

### Bevarandestatus
Arten var tidigare rödlistad som sårbar ("VU") i Sverige, men är sedan 2015 klassificerad som livskraftig där. I Finland klassificerades den som starkt hotad ("EN") 2015, men förklarades 2019 som nationellt utdöd.. Dessför innan hade arten observerats i Södra Karelen och Södra Savolax, det senaste fyndet gjordes 1978. Efter det arten förklarades som nationellt utdöd, har emellertid tretton nya fynd gjorts 2021 i Södra Savolax: Tolv stycken 2 juli i Villmanstrand, och ett fynd 15 juli. Finlands Artdatacenter har registrerat observationerna, men när detta skrivs i augusti 2025 finns ingen reaktion tillgänglig från dem angående hur återfynden kommer att påverka rödlistestatus.